# Pascual Echagüe
Pascual Echagüe Garmendia (Santa Fe, 17 maggio 1797 – La Paz, 12 giugno 1867) è stato un militare e politico argentino. Fu governatore delle province di Entre Ríos e di Santa Fe e si distinse in diverse battaglie durante le guerre civili argentine.

## Biografia
Nato nel 1797 da una famiglia originaria della Navarra, Pascual Echagüe conseguì la laurea in diritto canonico all'Università di Córdoba. Tra il 1825 e il 1828 fu più volte il governatore ad interim della provincia di Santa Fe nei periodi che vedevano Estanislao López impegnato in battaglia; nel 1829 partecipò alla battaglia di Puente de Márquez, dove diede un notevole contributo alla vittoria dell'esercito federale.
Il 1º marzo 1832 Echagüe assunse il governo di Entre Ríos, dove era stato inviato da López per mettere pace nella provincia; una volta al potere, nominò il suo sostenitore Justo José de Urquiza comandante militare della frontiera con l'Uruguay.
In seguito alla rivolta del governatore di Corrientes, Genaro Berón de Astrada, Echagüe fu sollecitato ad intervenire da Juan Manuel de Rosas; dopo aver invaso la provincia vicina, il 31 marzo 1839 sorprese l'esercito nemico sconfiggendolo nella battaglia di Pago Largo. In seguito invase l'Uruguay con l'appoggio dei blancos, ma fu sconfitto dai colorados di Fructuoso Rivera e dagli unitarios argentini nella battaglia di Cagancha del 29 dicembre 1839. Tornato nella sua provincia, dovette affrontare l'invasione del generale Juan Lavalle, che impegnò nelle battaglie di Don Cristóbal e di Sauce Grande, che risultarono poco decisive.
Con Lavalle diretto contro Rosas, Echagüe tornò ad invadere Corrientes, venendo però duramente sconfitto il 28 novembre 1841 dal generale unitario José María Paz nella battaglia di Caaguazú; a seguito della disfatta si ritirò a Buenos Aires, abbandonando il governo di Entre Ríos.
L'anno seguente, Echagüe prese parte alla spedizione militare comandata da Manuel Oribe contro il governatore di Santa Fe, Juan Pablo López, ribellatosi a Rosas; la campagna vittoriosa terminò con la sua elezione alla carica il 18 aprile 1842. Fu destituito a seguito di un'invasione dello stesso López nel giugno del 1845, ma, ritiratosi nella città di Rosario, riorganizzò le sue forze e riconquistò il comando della provincia, sconfiggendo in seguito l'avversario il 12 agosto a Malabrigo. A seguito del pronunciamiento di Urquiza del 1851 Echagüe si schierò con Rosas; non avendo ottenuto i rinforzi per impedire il passaggio dell'esercito avversario sul territorio della sua provincia decise di ritirarsi verso Buenos Aires. Dopo la battaglia di Caseros accompagnò Rosas nell'esilio in Europa.
Tornato in Argentina, Echagüe ricoprì diversi ruoli politici, tra i quali quello di Ministro della Guerra durante la presidenza di Santiago Derqui. Morì il 12 giugno 1867 nella sua tenuta di San Gabriel, nei pressi di La Paz.